# 凌儒
凌儒（1519年—？），字真卿，號海樓，直隸揚州府泰州人，民匠籍，明朝政治人物。

## 生平
嘉靖二十二年（1543年）癸卯科應天府鄉試第一百二十四名舉人。嘉靖三十二年（1553年）中式癸丑科會試第一百七十五名，三甲第一百四十八名進士。都察院观政，授江西永丰知县，三十六年八月擢拔為河南道試御史，三十七年二月實授，奉命监督蓟鎮边防工事，三十八年巡盐两浙。嘉靖四十二年（1563年）正月，请革虚冒之兵，举荐吉水罗洪先等人，皇帝厌恶他市恩卖直，无故奏扰，被下令杖打六十，废黜为民。晚年告歸鄉里，熱心公益，造福桑梓。著有《旧业堂集》10卷。

## 家族
曾祖凌振芳；祖父凌奇；父凌可，號西橋主人；母周氏。重庆下。兄凌仁、凌儀。弟凌任。兄凌仁、凌儀，弟凌仕（生员）。